# Park Falls, Wisconsin
Park Falls là một thành phố thuộc quận Price, tiểu bang Wisconsin, Hoa Kỳ. Năm 2000, dân số của thành phố này là 2739 người.